# توماسو باربیری
توماسو باربیری (انگلیسی: Tommaso Barbieri؛ زادهٔ ۲۶ اوت ۲۰۰۲) بازیکن فوتبال اهل ایتالیا است.
از باشگاه‌هایی که در آن بازی کرده‌است می‌توان به باشگاه فوتبال نووارا اشاره کرد.
وی همچنین در تیم ملی فوتبال زیر ۱۷ سال ایتالیا بازی کرده‌است.